# Hoia-Baciu

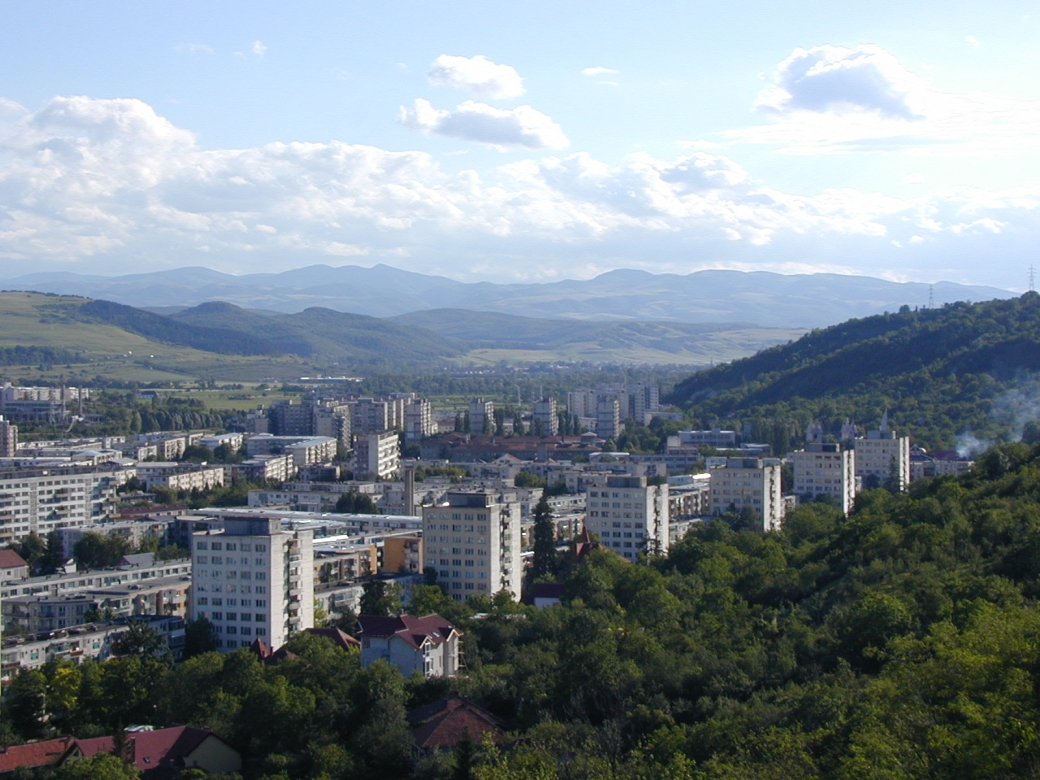
Widok na dzielnicę Grigorescu w Klużu-Napoce oraz, południowe zbocze wzgórza Hoia oraz na dolinę Małego Samoszu

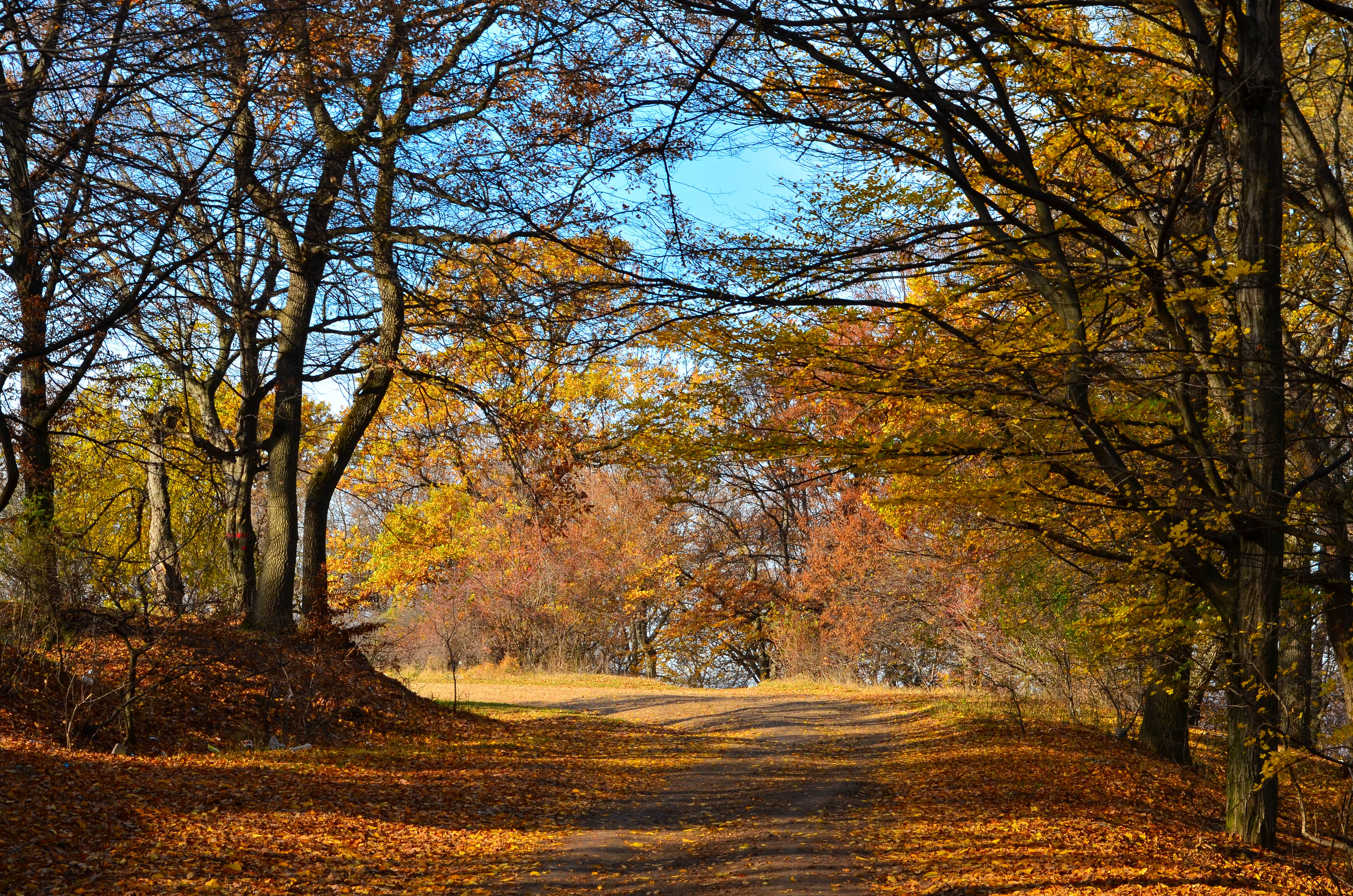
Jesień w Hoia-Baciu

Hoia-Baciu – las w Rumunii, w bezpośredniej bliskości miasta Kluż-Napoka, pełen zdeformowanych drzew. Bywa nazywany rumuńskim trójkątem bermudzkim, z powodu rzekomego występowania bardzo dziwnych i niezbadanych zjawisk fizycznych.

## Nazwa
Dwuczłonowa nazwa własna Hoia-Baciu składa się z archaicznych słów, dziś już nie używanych w języku rumuńskim. Prawdopodobnie oznaczała takie desygnaty, jak: Wzgórze Przodownika, Wzgórze Pastucha. Las ten mieści się bowiem na wzgórzu, częściowo porośniętym łąkami. Otaczające go wsie zamieszkiwali też gospodarze, trudniący się hodowlą owiec. Niektórzy z nich byli szczególnie majętni, ze stadami liczącymi po kilkaset sztuk, można więc było nazywać ich przodownikami (liderami lokalnej społeczności, kimś w rodzaju karpackich baców).
Istnieje makabryczna legenda, wedle której nazwa tego lasu pochodzi od bezpowrotnie zaginionego pasterza. Miał on zamiar sprzedać stado dwustu owiec. Leśna ścieżka była nagminnie uczęszczaną przez miejscowych drogą do targowiska. Jak zawsze więc pognał tamtędy zwierzęta, lecz mimo znajomości szlaku nigdzie już nie dotarł. Na nic się zdały drobiazgowe poszukiwania, nikomu las nie wydał ani ciała Baciu, ani żadnej z jego owiec. Nikt nie brał pod uwagę zabójstwa na tle rabunkowym, kierując się właśnie liczebnością stada. Ludzie doszli do wniosku, że zaginiony gospodarz padł ofiarą diabelskich mocy. Później zaczęły tam ginąć bez śladu kolejne osoby. Bezpieczne dotąd miejsce z dnia na dzień stało się postrachem okolicy. 
Inne podanie głosi, że "Przodownikiem" był gigantyczny małpolud, broniący wstępu do lasu. Takie wytłumaczenie nazwy pochodzi już jednak ze źródła anegdotycznego. 

## Współczesne doniesienia o zjawiskach paranormalnych
18 sierpnia 1968 r. Emil Barnea udał się do Hoia-Baciu na biwak. Tam nagle usłyszał wołanie innych turystów i zdążył sfotografować zjawisko, będące przyczyną zamieszania. Chodziło o metaliczny, unoszący się nad drzewami dysk, bardzo podobny do UFO, jakie opisywała wcześniej prasa w Stanach Zjednoczonych. Tak więc i gazety rumuńskie podchwyciły zdjęcie Barnei dla własnych celów. Zainteresowanie tematem wykroczyło poza tak zwany sezon ogórkowy i stało się przedmiotem wieloletnich dociekań.

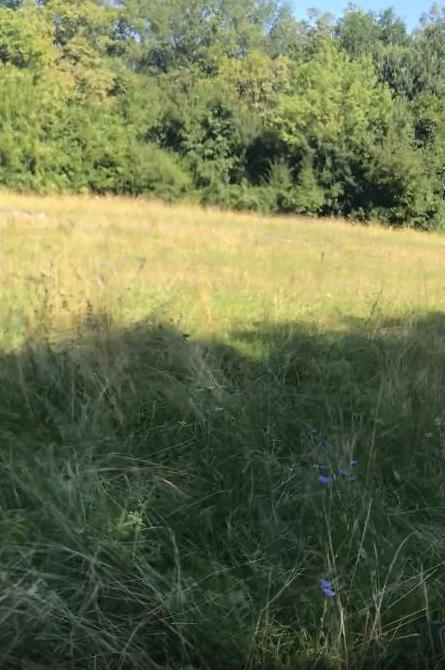
Zdjęcie polany „Poiana Rotunda”

Biolog Alexandru Sift (zmarł w 1993 r.) był autorem tekstów przyrodniczych, opisujących ekosystem Hoia-Baciu z uwzględnieniem deformacji miejscowego drzewostanu. Stwierdził brak działań człowieka, ukierunkowanych na to, by świadomie odkształcać pnie. Zauważył idealnie okrągłą polanę, na której brakowało trawy. Owa "Poiana Rotunda" - bo tak ją nazwał - była także miejscem, z którego obserwował plamy światła na niebie i pomiędzy drzewami, nie umiejąc wytłumaczyć, skąd pochodzą, ani czym są. Bardzo rzadko dostrzegał te obiekty gołym okiem, większość z nich uwidaczniała się na jego zdjęciach, dopiero po wywołaniu kliszy.  
Badania Sifta kontynuuje obecnie Adrian Patru, chemik z zawodu. Fascynacja zjawiskami nienaukowymi jest odrębną, prywatną sferą jego życia. Temat Hoia-Baciu opracowuje bez chemicznego żargonu, bez analizy chemicznej i bez chemicznych eksperymentów.

## Turystyka
W pobliżu Hoia-Baciu mieści się skansen Romulus Vuia i bardzo zaniedbane stanowisko archeologiczne. Znad skraju lasu widać rozległą panoramę miasta Kluż-Napoka.      
Różnorodne legendy miejskie na temat Hoia-Baciu zostały skutecznie wykorzystane w kampanii reklamowej. Miejsce przyciąga osoby fascynujące się okultyzmem, parapsychologią, radiestezją, kryptozoologią, kryptobotaniką, niezidentyfikowanymi obiektami latającymi, jogą, hipnozą, medytacją i sektami.   